# Castelo de Rabati
O castelo de Akhaltsikhe (em georgiano:  ახალციხის ციხე) é uma fortaleza em Ajaltsije, na Geórgia. Originalmente estabelecido no século IX como o castelo de Lomisa, foi completamente reconstruído pelos otomanos. A maioria dos edifícios restantes data dos séculos XVII e XVIII. 

## História

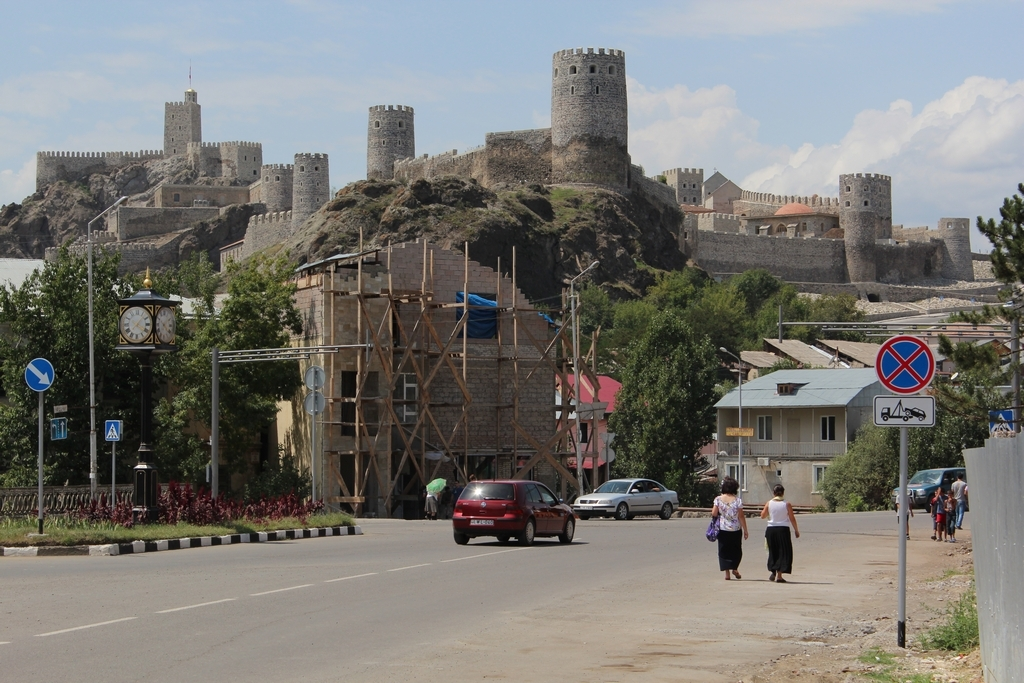
Castelo de Rabati visto da cidade

De acordo com as Crônicas georgianas, a cidade foi fundada no século IX por Guaram Mampal, filho do rei do Tao. Do século XIII até o final do XIV, foi a capital do Principado da Mesquécia, governada pela família principesca georgiana (metavari) e uma dinastia governante do Principado da Mesquécia, a Casa de Jaqeli. 
Em 1393 a cidade foi atacada pelos exércitos de Tamerlão. Apesar das invasões turco-mongóis, a fortaleza resistiu e continuou a prosperar. Após o Tratado de Constantinopla em 1590, todo o território do Principado da Mesquécia permaneceu sob o domínio do Império Otomano. Os turcos usavam-no principalmente para construir edifícios defensivos. Em 1752, a primeira mesquita foi construída em Rabati. 
O bispo John escreveu no final do século 18 que "apesar do fato de que grande parte da população tenha sido islamizada, ainda existe uma igreja ortodoxa em funcionamento". Depois que o Tratado de Georgievsk foi assinado entre o Reino da Cártlia e o Império Russo, surgiu a questão do destino de Ajaltsije. A primeira tentativa de tomar a fortaleza em 1810 falhou. O príncipe Paskévich atacou com sucesso a fortaleza dezoito anos depois, na grande batalha de Akhalzic. Depois do Tratado de Adrianópolis, em 1829, os otomanos cederam parte da região de Akhaltiske. 

## Renovação
A fortaleza e seus edifícios adjacentes foram amplamente reconstruídos e renovados em 2011-2012 para atrair mais turistas para a área.

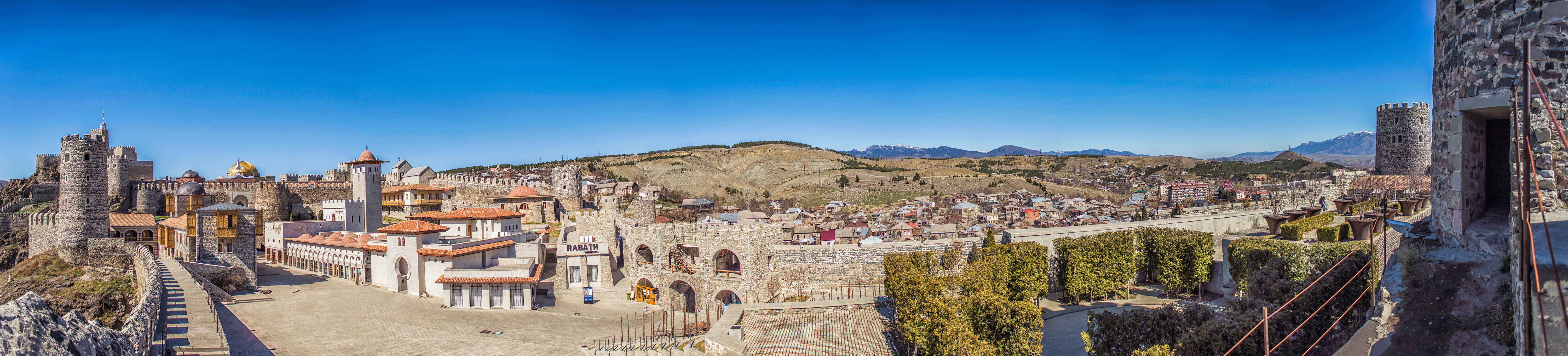
Panorama do Castelo de Rabati